# Accident de vélo
L’accident de vélo est un événement non désiré et fortuit entraînant des dommages corporels à une ou plusieurs personnes se déplaçant à bicyclette ou des dommages matériels, avec ou sans tiers.

## Causes

### Accidents causés par les autres usagers
Les accidents peuvent être provoqués par la tentative d'éviter un obstacle (piéton, ouverture de portière...). En ville, les cyclistes sont majoritairement victimes d’automobilistes présumés responsables.
Les causes peuvent être :
- une vitesse excessive ou inadaptée[3] ;
- une consommation d’alcool et de stupéfiants[3] ;
- le non-respect (délibéré ou non) des règles de priorité[3] ;
- l’inattention des usagers[3].

### Accidents causés par les cyclistes
Les accidents peuvent être provoqués par le non-respects des règles de circulation par les cyclistes. Il peut s'agir :
- de l'utilisation du téléphone à vélo[1] ;
- le cas pour le non-respect des règles de priorité[2] ;
- la consommation d'alcool[4] ou de stupéfiants[5] ;
- l'âge[2] ;
- le non-respect des voies de tramways[6].

### Autres causes
Le manque d'infrastructures ou les facteurs socio-économiques peuvent être des causes d'accidents.

## Accidents par pratiques

### En pratique sportive

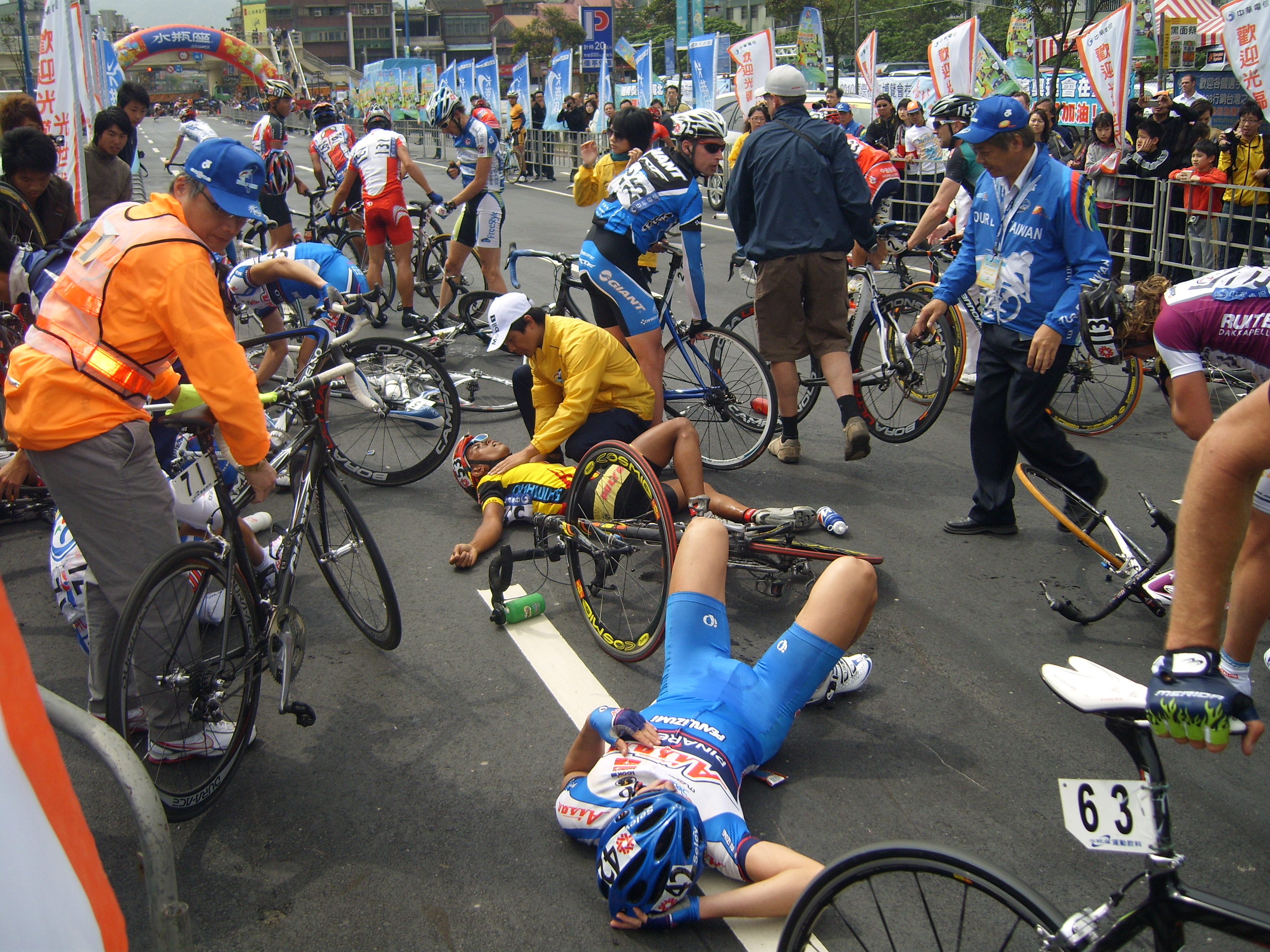
Chute collective au Tour de Taïwan 2008.

Des chutes parfois collectives peuvent se produire pendant des courses.

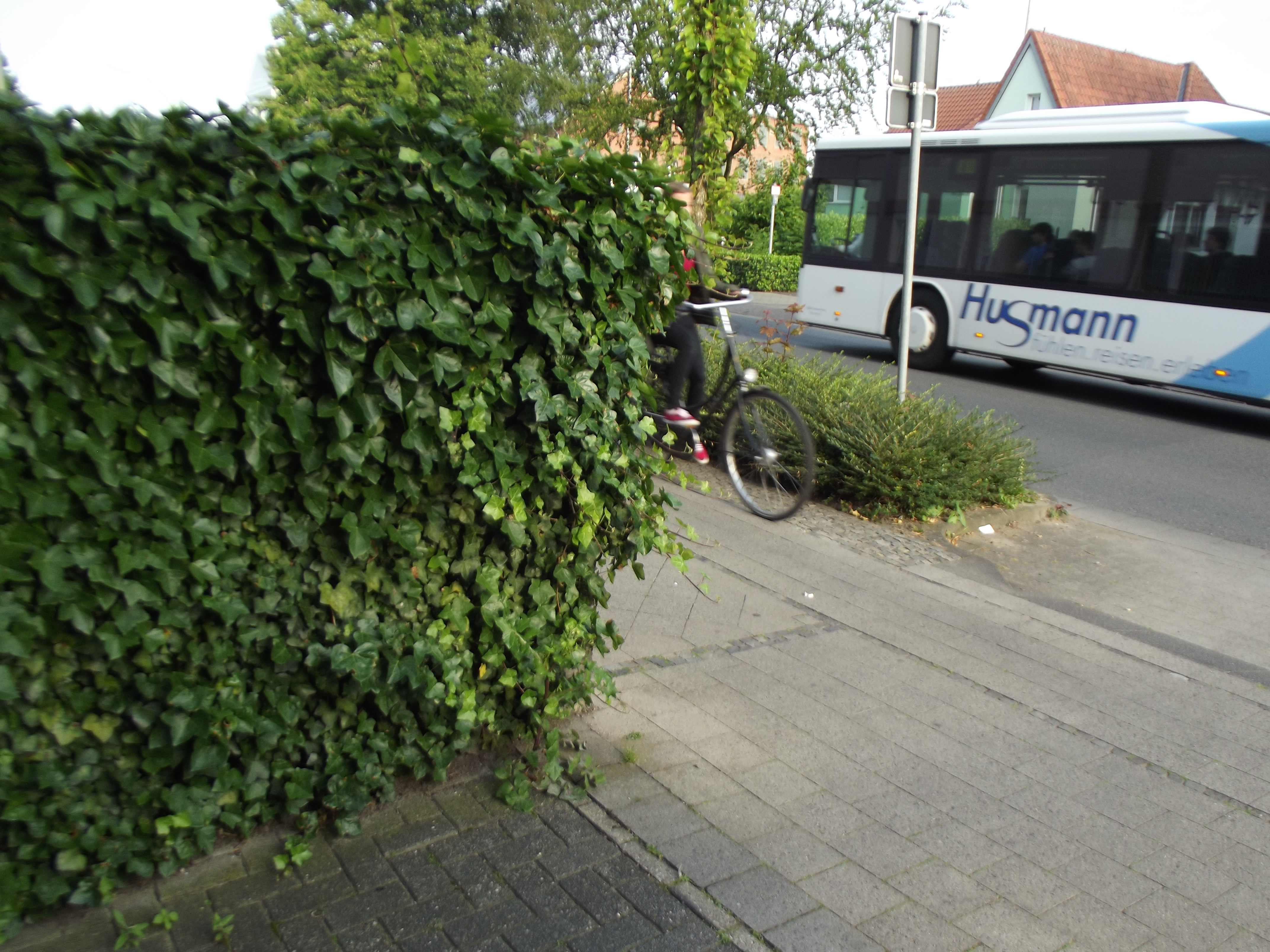
Danger d'accident causé par des plantes grimpantes qui bouchent la vue sur une piste cyclable à Steinfurt, en Allemagne.

## Statistiques
D'après une étude du département britannique des transports, il existe environ à 30,9 morts pour 1 milliard de kilomètres parcours à vélo, contre 35,8 piétons sur la même distance et 122 motocyclistes.
| Blessures graves de la route par échantillons cyclistes et par partie adverse identifiée |
| --- |
| Le graphique qui aurait dû être présenté ici ne peut pas être affiché car il utilise l'ancienne extension Graph, désactivée pour des questions de sécurité. Des indications pour créer un nouveau graphique avec la nouvelle extension Chart sont disponibles ici . |
| - source EU : EC,. |

## Conséquences de l'accident avec vélo

### Conséquences légères
Les conséquences légères sont :
- des hématomes[13].

### Conséquences lourdes
Les conséquences lourdes sont :
- fracture de la clavicule[14] ;
- traumatisme crânien[13] ;
- traumatisme du foie chez l'enfant[15] ;
- traumatismes du pénis : 6 % des traumatismes du pénis ont été rapportés à une chute de vélo, selon une étude rétrospective égyptienne[16] ;
- traumatismes du périnée[17].

### Traumatismes de la face et de la mandibule
Les accidents de vélo représentent la première cause de traumatisme maxillofacial chez l'enfant (26 % des cas), suivi de près par les chutes (25 %). Les adolescents seraient les plus exposés.

### Prévention et protection

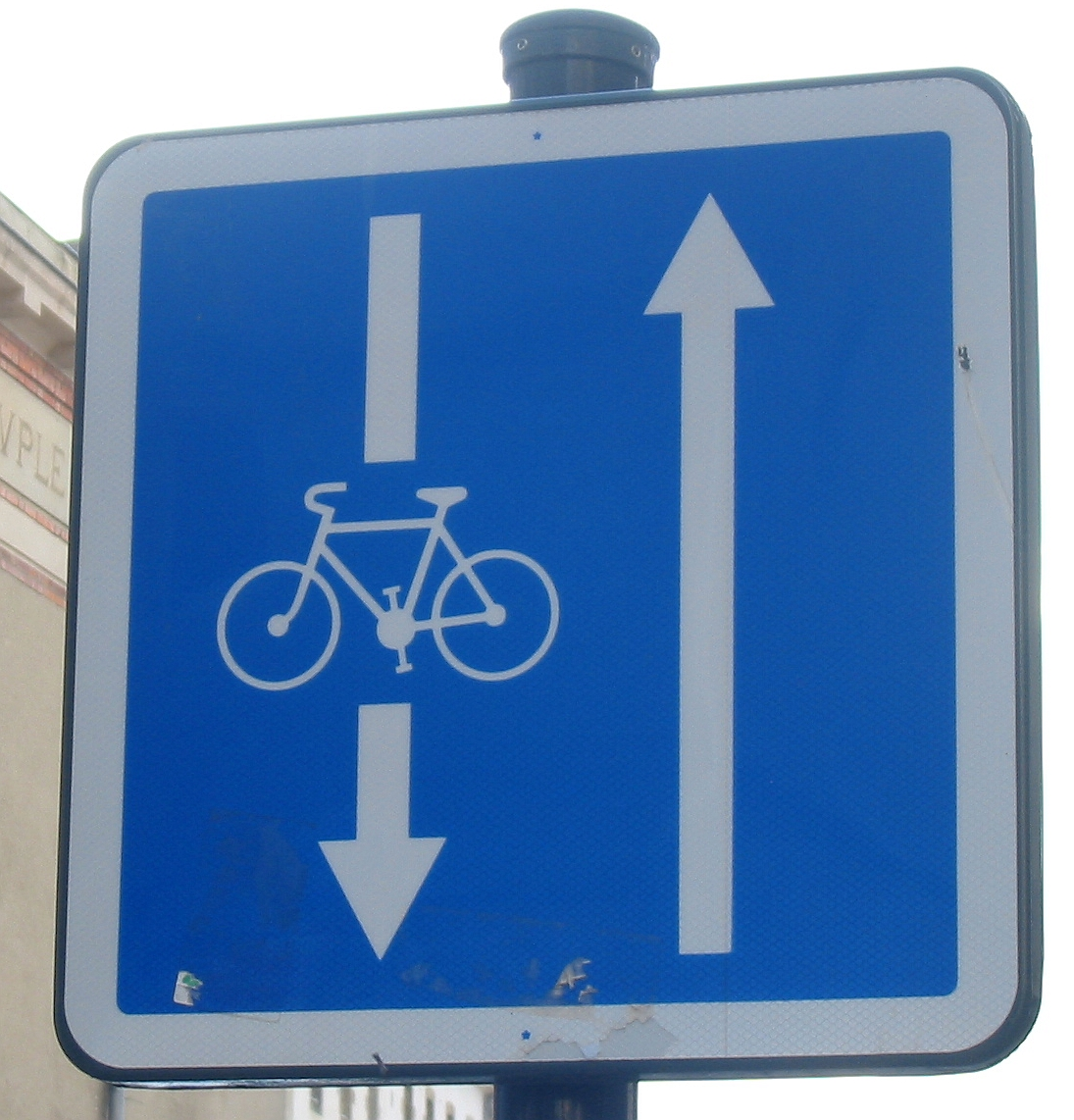
Panneau C24a indiquant un double sens cyclable.

- Panneau C24a indiquant un double sens cyclable.Maintien du contact avec le leader et le directeur d'équipe dans le cadre des courses cyclistes sur route ;
- Entretien des routes et des aménagements cyclables[19] ;
- Séparation entre les cyclistes et les autres usagers[20] ;
- Réduction de la vitesse des véhicules motorisés en zone urbaine[20] ;
- Formation des cyclistes, notamment les enfants[21] ;
- Maintenir en bon état les vélos[22] ;
- Un comportement responsable de la part des cyclistes[23] ;
- Port d'un casque homologué[24].

## Controverses

### Port du casque
Des associations tels que la Fédération française des usagers de la bicyclette sont contre l'obligation du port du casque. Elles considèrent que les blessures à la tête ne représentent que 16,9 % des traumatismes, contre 47,5 % pour les bras. Cet argument est peu fiable étant donné que la mortalité lié à un traumatisme crânien est d'environ 300 pour 100 000 cas. Selon une étude de l'American College of Surgeons, le port du casque diminue de 58 % le risque de traumatisme sévère.

## Accident par pays
(novembre 2024).

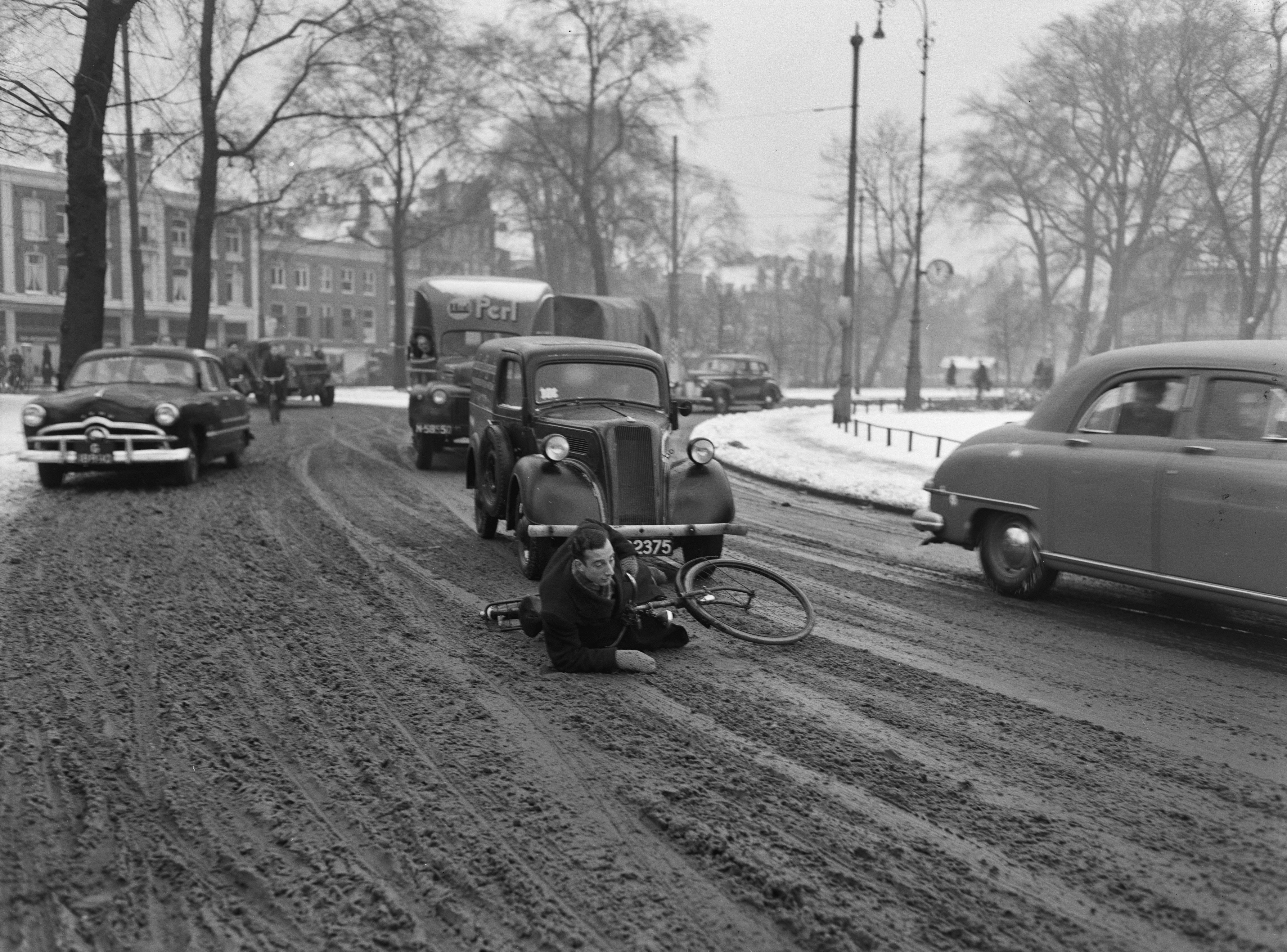
Accident provoqué par la neige aux Pays-Bas en janvier 1950.

Dans l'union européenne, 1881 cyclistes sont tués en 2020 chiffre le plus bas de la décennie. Le chiffre le plus haut survient en 2012 avec 2090 tués. Le plus grand pourvoyeur de tués est l'Allemagne, avec plus de 400 tués.

### Allemagne
En 2023, l'Allemagne comptait 87180 accidents.
En Allemagne, le Statistisches Bundesamt considère que 445 cyclistes sont morts dans un accident en 2019 (soit un décès sur sept), dont 118 en vélo électrique.
Parmi eux, 54%, soit environ 239 avaient plus de 65 ans, dont 72%, soit environ 85 en vélo électrique.
Sur 65 200 accidents de vélo avec dommages corporels, 48 230 accidents opposent un automobiliste.

### Croatie
La part d'accident de vélo dans les accidents de la route est de 11,6 % en 1998 contre 8,2 % en 2000, résultats d'une étude croate à partir de 254 accidents.

### France
En France, 160 cyclistes sont tués chaque année. Le maximum par an est de 905 tués atteint en 1961. Les 142 décès de 2007 représentent 3,1 % des 4 620 tués à 30 jours sur la route recensés en France,.
Le code de la route prévoit que tout conducteur — cycliste compris — doit rester maître de son véhicule. Il n'existe pas d'assurance obligatoire pour les vélos en France. Pour consigner l'accident, le cycliste peut avoir un formulaire de constat d'accident sur lui ou dans son vélo. Ce formulaire est prévu pour pouvoir être utilisé avec des vélos. En France, l'indemnisation des victimes se base sur l'identification du fauteur de l'accident et sur la loi Badinter.
D'après l'observatoire national interministériel de la sécurité routière, deux tiers des cyclistes tués le sont hors agglomération, alors qu'un tiers l'est en agglomération.
D'après l'institut français des sciences et technologies des transports, de l'aménagement et des réseaux, les 70 % de cyclistes qui chuteraient seuls le feraient soit en évitant un obstacle mobile, soit en évitant un obstacle immobile, soit en raison des conditions de circulation (voie mouillée, visibilité, chargement, etc.). Les 30 % restants sont accidentés avec un autre véhicule qui dans la moitié des cas se trouve impliqué dans un conflit de trajectoire. Dans ces cas le véhicule heurtant heurte le cycliste par l'arrière, après ne pas l'avoir vu.
L’accident à vélo survenu entre le domicile et le lieu de travail est un accident de trajet qui est indemnisé par la Sécurité sociale comme un accident du travail si le salarié apporte la preuve de sa survenue dans les conditions précisées au Code de la sécurité sociale.
Une étude portant sur 85 cyclistes conducteurs décédés, 70 % effectuaient un trajet de loisir et 12 % un trajet domicile-travail (trajet entre le lieu de résidence ou de repas et le lieu de travail) ou domicile-école (trajet des enfants et étudiants entre le domicile et l’établissement scolaire, ou d’un parent amenant son enfant à l’école). La majorité connaissait les lieux sur lesquels se sont produits les accidents, 68 % des cyclistes décédés empruntaient fréquemment, voire quotidiennement, un trajet passant sur le lieu de l’accident.
En 2024, sont comptabilisés 222 accidents mortels, 2550 blessés graves et 37200 blessés légers ou modérés.

### Pays-Bas
Les Néerlandais pratiquent aujourd’hui massivement le vélo, grâce à un faisceau de facteurs :
- l’identification nationale à l'objet face notamment au voisin allemand en période de guerre[43] ;
- l’absence de constructeur automobile national[43] ;
- l’urbanisation très ancienne du territoire[43] ;
- la planification ancienne de la constitution d’un réseau cyclable[43] ;
- le déploiement de dispositifs de régulation et de limitation du trafic automobile[43].

## Accidents célèbres

### Accidents ayant une forte répercussion médiatique
- 5 juin 2024 à La Rochelle : un groupe d'une douzaine d'enfants en sortie périscolaire est percutée par une voiture. Six sont blessés, dont un très grièvement et deux autres en état d'urgence absolue[44].
- 15 octobre 2024 à Paris : Paul Varry, membre de l'association Paris en Selle, est volontairement renversé par un automobiliste après une altercation. Un rassemblement en hommage à la victime est organisé le lendemain[45].

### Célébrités mortes à vélo

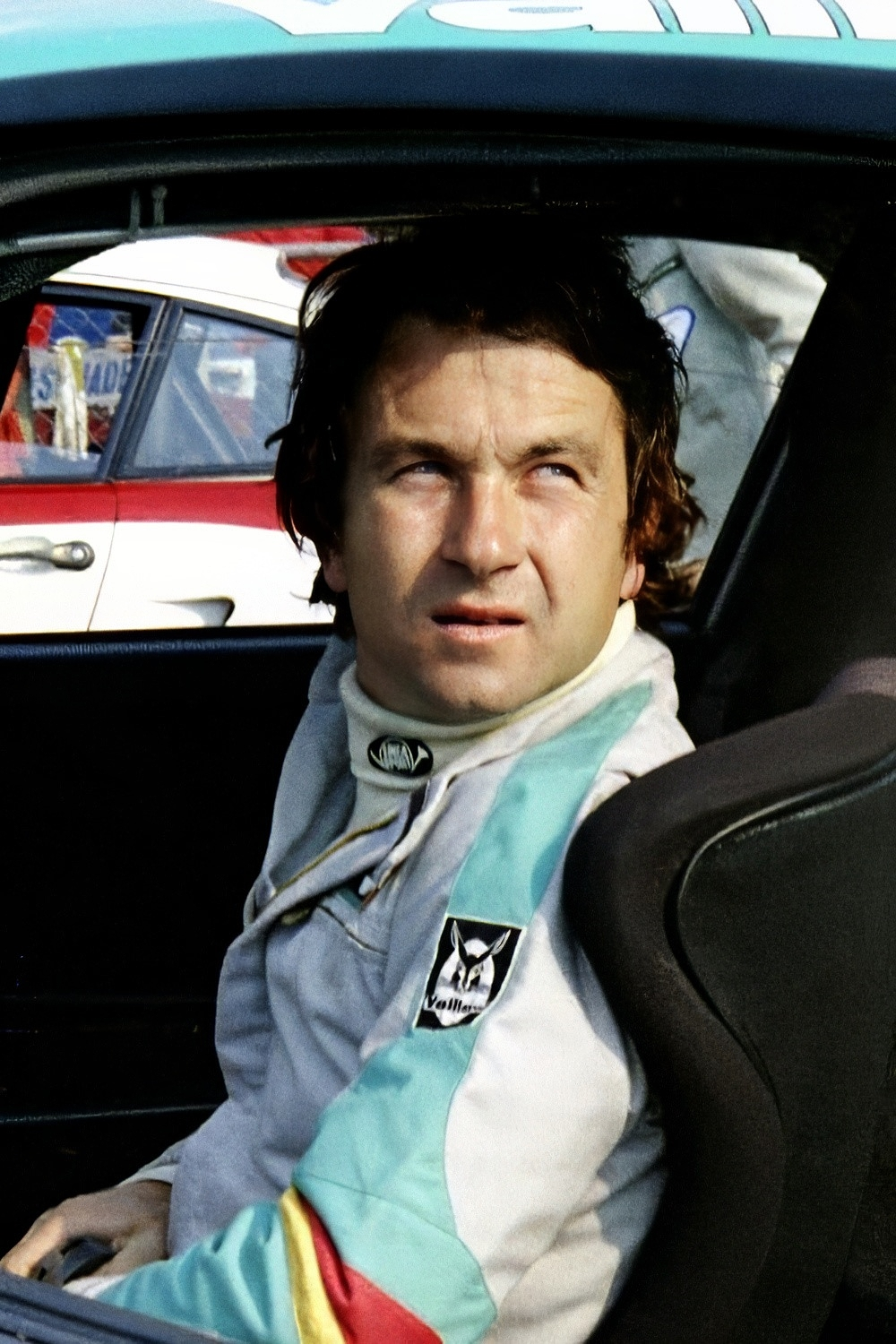
Bob Wollek en 1976.

- Jean-Edern Hallier, hémorragie interne après une chute à vélo[46],[47].
- Bob Wollek, renversé par une voiture[48].
- Louis Nucéra, renversé par une voiture[49].
- Christa Päffgen, hémorragie interne après une chute à vélo[50].
- Ernest Chausson, fracture du crâne après avoir fait une chute à vélo[51].
- Annemarie Schwarzenbach, chute à vélo[52].
- Eva Ganizate, renversée par une voiture[53],[54].
- Jérôme Bonduelle, renversé par une voiture[55].
- Nicky Hayden, percuté après avoir grillé un stop[56].

### Cyclistes morts en course
- 1967 : Tom Simpson (Ang), décède sur les pentes du Ventoux lors d'une étape du Tour de France. Sa mort est dû à plusieurs facteurs : chaleur, prise de produits dopants, manque de prise en charge[57].
- 2003 : Andrei Kivilev (Kzk), décède après une chute sur le Paris-Nice alors qu'il réglait son oreillette[58].
- 2006 : Isaac Gálvez (Esp), décède après une chute lors des six jours de Gand[59].
- 2011 : Wouter Weylandt (Bel) décède après avoir percuté un mur[60].